# Naisten SM-sarja 1996/97
Die Saison 1996/97 war die 15. Austragung der höchsten finnischen Fraueneishockeyliga, der Naisten SM-sarja. Die Ligadurchführung erfolgte durch den finnischen Eishockeybund Suomen Jääkiekkoliitto. Den Meistertitel sicherte sich zum ersten Mal in der Vereinsgeschichte JyP HT.  Die Mannschaft von KalPa Kuopio verlor die Relegation gegen Kiekko-Karhut und stieg in die zweite Spielklasse ab.

## Modus
Zunächst wurde mit den acht teilnehmenden Mannschaften eine Vorrunde mit Hin- und Rückspiel ausgetragen. Anschließend folgte die Hauptrunde der sechs besten Mannschaften als Einfachrunde. Für einen Sieg gab es 2 Punkte, für ein Unentschieden einen. 
Die ersten vier Mannschaften der Hauptrunde qualifizierten sich für das Play-off-Halbfinale.

## Vorrunde
| Platz | Name                   | Spiele | S  | U | N  | Tore  | Punkte |
| ----- | ---------------------- | ------ | -- | - | -- | ----- | ------ |
| 1.    | Kiekko-Espoo           | 14     | 12 | 1 | 1  | 80:26 | 25     |
| 2.    | JyP HT                 | 14     | 10 | 1 | 3  | 86:39 | 21     |
| 3.    | Ilves Tampere          | 14     | 10 | 0 | 4  | 63:22 | 20     |
| 4.    | Shakers Kerava         | 14     | 8  | 1 | 5  | 74:34 | 17     |
| 5.    | Kärpät Oulu            | 14     | 8  | 1 | 5  | 75:38 | 17     |
| 6.    | TPS Turku              | 14     | 3  | 0 | 11 | 20:99 | 6      |
| 7.    | KalPa                  | 14     | 2  | 0 | 12 | 11:81 | 4      |
| 8.    | Joensuun Kiekko-Karhut | 14     | 1  | 0 | 13 | 21:91 | 2      |

## Hauptrunde

### Tabelle
(kumulierte Tabelle aus Vor- und Hauptrunde)
| Platz | Name           | Spiele | S  | U | N  | Punkte  | Tore |
| ----- | -------------- | ------ | -- | - | -- | ------- | ---- |
| 1.    | Kärpät Oulu    | 24     | 17 | 1 | 6  | 121:056 | 35   |
| 2.    | Kiekko-Espoo   | 24     | 16 | 2 | 6  | 121:048 | 34   |
| 3.    | JyP HT         | 24     | 16 | 1 | 7  | 123:062 | 33   |
| 4.    | Shakers Kerava | 24     | 14 | 1 | 9  | 114:054 | 29   |
| 5.    | Ilves          | 24     | 14 | 1 | 9  | 106:051 | 29   |
| 6.    | TPS            | 24     | 3  | 0 | 21 | 025:199 | 6    |

### Entscheidungsspiel um Platz 4
- Shakers Kerava - Ilves Tampere 2:1

### Beste Scorer
Quelle: eliteprospects.com; Abkürzungen: Sp = Spiele, T = Tore, V = Assists, Pkt = Punkte, SM = Strafminuten; Fett: Bestwert
| Spieler             | Mannschaft   | Sp | T  | V  | Pkt | SM |
| ------------------- | ------------ | -- | -- | -- | --- | -- |
| Riikka Välilä       | JyP HT       | 24 | 26 | 38 | 64  | 0  |
| Petra Vaarakallio   | Kiekko-Espoo | 24 | 30 | 19 | 49  | 18 |
| Katja Riipi         | Kärpät       | 24 | 24 | 17 | 41  | 28 |
| Tiina Paananen      | JyP HT       | 24 | 23 | 17 | 40  | 18 |
| Marianne Ihalainen  | Ilves        | 24 | 21 | 18 | 39  | 12 |
| Sanna Lankosaari    | Kärpät       | 24 | 20 | 18 | 38  | 18 |
| Karoliina Rantamäki | Kiekko-Espoo | 24 | 20 | 13 | 33  | 10 |
| Tiina Pihala        | Ilves        | 24 | 15 | 18 | 33  | 41 |
| Kati Kovalainen     | Shakers      | 24 | 20 | 12 | 32  | 12 |
| Rose Matilainen     | JyP HT       | 24 | 15 | 14 | 29  | 32 |

## Play-offs

### Halbfinale
Die Halbfinalpaarungen sind nicht bekannt. Das Finale erreichten JyP HT und die Shakers Kerava.

### Spiel um Platz 3
- Kiekko-Espoo - Kärpät Oulu

### Finale
Die Finalspiele wurden von JyP HT gewonnen.
- JyP HT - Shakers Kerava

### Kader des Finnischen Meisters
| Finnischer Meister JyP HT | Torhüter: Sari Kallioinen, Jenna Moilanen, Tuula Puputti Verteidiger: Kirsi Hänninen, Hanna Jokinen, Virve Kauranen, Johanna Korhonen, Katja Lehto, Tiina Puputti, Johanna Riipinen, Katja Saunalahti, Tuulikki Sointu Stürmer: Emilia Kontio, Vilma Kujala, Sari Mäkinen, Rose Matilainen, Katja Nikunen, Riikka Noronen, Tiina Paananen, Sanna Peura, Mia Ruhanen, Hanna-Leena Sorvari, Birgit Sundström, Riikka Välilä, Anu Vertala |

### Beste Scorer
Quelle: eliteprospects.com; Abkürzungen: Sp = Spiele, T = Tore, V = Assists, Pkt = Punkte, SM = Strafminuten; Fett: Bestwert
| Spieler             | Mannschaft   | Sp | T | V | Pkt | SM |
| ------------------- | ------------ | -- | - | - | --- | -- |
| Tiina Paananen      | JyP HT       | 6  | 7 | 2 | 9   | 2  |
| Riikka Välilä       | JyP HT       | 6  | 3 | 5 | 8   | 4  |
| Henna Savikuja      | Kärpät       | 4  | 4 | 2 | 6   | 0  |
| Petra Vaarakallio   | Kiekko-Espoo | 4  | 3 | 3 | 6   | 0  |
| Sanna Lankosaari    | Kärpät       | 4  | 1 | 5 | 6   | 4  |
| Rose Matilainen     | JyP HT       | 6  | 3 | 2 | 5   | 8  |
| Kirsi Hänninen      | JyP HT       | 6  | 2 | 3 | 5   | 8  |
| Katja Riipi         | Kärpät       | 4  | 1 | 4 | 5   | 2  |
| Johanna Ikonen      | Kiekko-Espoo | 4  | 4 | 0 | 4   | 4  |
| Karoliina Rantamäki | Kiekko-Espoo | 4  | 3 | 1 | 4   | 0  |